# Криські

Герб Правдич.

Криські (пол. Kryski, Kryscy) — польський шляхетський рід гербу Правдич. Походив із Мазовії. Родове прізвище — від маєтку Криська. Проте представники роду тривалий час підписувалися «з Дробніна».

## Представники
- Фелікс Криський (1567—1618) — великий канцлер коронний (1613—1618).